# Аббревиатоз
Аббревиатоз (Abbreviatosis) — гельминтоз из группы нематодозов, вызванный Abbreviata caucasica.
Возбудитель — нематода Abbreviata caucasica (= Physaloptera caucasica) (Linstow, 1902) (сем. Physalopteridae, отр. Spirurida). Самец имеет размер 14,34×0,9 мм; самка — 24,74×1,18 мм. Яйца эллипсоидной формы, размером 0,062×0,042 мм, содержат зрелую личинку. Промежуточные хозяева гельминта — жуки и тараканы. Дефинитивные хозяева обезьяны, редко — человек.
Случаи заражения человека описаны в ЮАР, Уганде, Панаме, в Израиле, в бывшем СССР (на Кавказе).
У человека A. caucasica паразитирует в желудке, пищеводе, тонкой кишке. Патогенез и клиническая картина аббревиатоза не изучены.
Диагноз ставят на основании обнаружения яиц в фекалиях.